# Maître du monde
Pour les articles homonymes, voir Le Maître du monde.
Maître du monde est un roman de Jules Verne, paru en 1904.

## Historique
Le roman est publié d'abord en feuilleton dans le Magasin d'éducation et de récréation du 1er juillet au 15 décembre 1904, puis en volume, dès le 10 novembre de la même année, chez Hetzel. Le roman peut être considéré comme une suite de Robur le Conquérant.

## Résumé
De nombreux incidents mystérieux se produisent sur le mont Great-Eyry. Des bruits sourds se font entendre, un gigantesque incendie se déclare au sommet de ce mont. Plus tard, des témoins, qui ont entendu un bruit, craignent que le volcan Great-Eyry ne se réveille. L’inspecteur Strock, qui est connu pour sa curiosité quasi maladive est envoyé gravir ce mont, ce que tout le monde croit impossible et n'a jamais été réalisé. Strock échoue et, dépité, rentre à Washington où l'attend une autre mission non moins étrange. En effet, une mystérieuse voiture extrêmement rapide a été aperçue en divers endroits des États-Unis, mettant en danger les passants et autres conducteurs. Puis elle a disparu, laissant la place à un nouveau bolide, mais cette fois il s'agit d'un sous-marin. Celui-ci disparaît à son tour et un bolide marin fait son apparition. L'inspecteur Strock est chargé d'arrêter le ou les mystérieux pilotes.

## Personnages
- John Strock, narrateur, inspecteur principal de police.
- Mr Ward, 50 ans, chef de la police.
- Elias Smith, 40 ans, maire de Morganton, riche propriétaire terrien et chasseur émérite.
- Harry Horn, 30 ans, guide de montagne.
- James Bruck, 25 ans, guide de montagne.
- Nisko, chien d'Elias Smith.
- Le maire de Pleasant-Garden, ami d'Elias Smith.
- Grad, vieille servante de John Strock, prototype du bon sens populaire.
- Nab Walker, 32 ans, agent de la police, accompagne Strock dans sa mission.
- John Hart, 30 ans, agent de la police, accompagne Strock dans sa mission.
- Arthur Wells, 40 ans, un des meilleurs agents de la police fédérale.
- Robur, capitaine de l’Épouvante.
- John Turner[2], second de Robur.
- Autre compagnon de Robur.

## Adaptations
Le roman a été adapté au cinéma sous le titre Le Maître du monde en 1961 par William Witney, film américain avec Vincent Price (Robur), Charles Bronson (Struch), Henry Hulles (Uncle Prudent) et Mary Mebster (Dorothy), sur un scénario de Richard Matheson. Le film adapte en fait les deux romans de Jules Verne mettant en scène le personnage de Robur : Robur le Conquérant et Maître du monde. Avec L'Île mystérieuse de Cy Endfield (1961), il s'agit aussi de l'unique œuvre de Jules Verne adaptée en ciné-roman (Star-Ciné Cosmos no 65, mai 1964).